# ماسائو نوزاوا
ماسائو نوزاوا (به انگلیسی: Masao Nozawa) بازیکن فوتبال اهل ژاپن و عضو تیم ملی فوتبال ژاپن است که در تاریخ ۲۵ اوت ۱۹۳۰ میلادی اولین بازی ملی‌اش را انجام داد. او در ۲ بازی ملی حضور داشت و آخرین بازی ملی خود را در تاریخ ۲۹ مه ۱۹۳۰ میلادی انجام داد. ماسائو نوزاوا در بازی‌های ملی‌اش
گلی به ثمر نرساند.